# Trzeciaki (Korsze)
Trzeciaki (deutsch Dreihöfen) ist ein Dorf in der polnischen Woiwodschaft Ermland-Masuren und gehört zur Gmina Korsze (Stadt- und Landgemeinde Korschen) im Powiat Kętrzyński (Kreis Rastenburg).

## Geographische Lage
Trzeciaki liegt in der nördlichen Mitte der Woiwodschaft Ermland-Masuren, 17 Kilometer westlich der Kreisstadt Kętrzyn (deutsch Rastenburg).

## Geschichte
Der vor 1785 Dreyhofen, um 1820 Dreyhöfen und bis 1945 Dreihöfen genannte Ort war ein Vorwerk im Gutsbezirk Langheim (polnisch Łankiejmy), der zum Kreis Rastenburg im Regierungsbezirk Königsberg in der preußischen Provinz Ostpreußen gehörte. Am 30. September 1928 wurde das Vorwerk Dreihöfen aus dem Gutsbezirk Langheim in die Landgemeinde Sußnick (polnisch Suśnik) umgegliedert.
Als 1945 in Kriegsfolge das gesamte südliche Ostpreußen an Polen überstellt wurde, war auch Dreihöfen davon betroffen. Der kleine Ort erhielt die polnische Namensform „Trzeciaki“ und ist heute Sitz eines Schulzenamtes (polnisch Sołectwo) und somit eine Ortschaft im Verbund der Stadt- und Landgemeinde Korsze (Korschen) im Powiat Kętrzyński (Kreis Rastenburg). Im Jahre 2011 zählte Trzeciaki 16 Einwohner.

## Kirche
Dreihöfen war bis 1945 in die evangelische Kirche Langheim (polnisch Łankiejmy) in der Kirchenprovinz Ostpreußen der Kirche der Altpreußischen Union sowie in die katholische Kirche Rößel (polnisch Reszel) im Bistum Ermland eingepfarrt.
Heute gehört Trzeciaki zur evangelischen Pfarrei Kętrzyn (Rastenburg) in der Diözese Masuren der Evangelisch-Augsburgischen Kirche in Polen sowie zur katholischen Pfarrei Łankiejmy im jetzigen Erzbistum Ermland.

## Verkehr
Trzeciaki ist über eine Nebenstraße zu erreichen, die in Łankiejmy (Langheim) von der Woiwodschaftsstraße 592 (einstige deutsche Reichsstraße 135) abzweigt und über Suśnik (Sußnick) direkt in den Ort führt. Eine Anbindung an den Bahnverkehr gibt es nicht.